# Blue Eye (Arkansas)
Blue Eye is een plaats (town) in de Amerikaanse staat Arkansas, en valt bestuurlijk gezien onder Carroll County.

## Demografie
Bij de volkstelling in 2000 werd het aantal inwoners vastgesteld op 36.
In 2006 is het aantal inwoners door het United States Census Bureau geschat op 38, een stijging van 2 (5,6%).

## Geografie
Volgens het United States Census Bureau beslaat de plaats een oppervlakte van
0,2 km², geheel bestaande uit land. Blue Eye ligt op ongeveer 357 m boven zeeniveau.

## Plaatsen in de nabije omgeving
De onderstaande figuur toont nabijgelegen plaatsen in een straal van 24 km rond Blue Eye.